# Maria d'Oro e Bello Blue
Maria d'Oro e Bello Blue (Maria d'Oro und Bello Blue) è un film d'animazione del 1973 diretto da Rolf Kauka.
La pellicola, basata sulla fiaba Frau Holle dei fratelli Grimm, è una coproduzione tra Germania Ovest e Italia.

## Trama
Maria è l'unica figlia di un ricco vedovo. La sua vita cambia in peggio quando il padre sposa una donna malvagia con una figlia altrettanto malvagia di nome Mary Lou. Mentre le due vivono nel lusso, Maria deve fare tutte le faccende domestiche e sopportare molte ingiustizie. La sua unica consolazione è il suo cagnolino blu, Bello. Un giorno Maria incontra nella foresta un cacciatore, senza sapere che è il figlio del re. Il principe le regala una collana con una pietra preziosa, ma sua sorella la getta nel pozzo di casa. Ma quando viene annunciato che il principe sposerà la ragazza che possiede la pietra, Mary Lou vuole riprenderla dal pozzo. Mary Lou, Maria e Bello cadono nel pozzo e si ritrovano in un altro mondo popolato da magiche creature.
I tre arrivano a casa della signora Holle, che chiede loro di aiutarla nelle faccende domestiche. Mentre Maria esegue le richieste della signora, Mary Lou va nella foresta. Quando Bello cerca di riportarla indietro, la ragazza lo lega a un albero. Nel frattempo, Maria scuote i cuscini della signora Holle e nella foresta inizia a nevicare. Bello viene coperto dalla neve e muore congelato. Il giorno dopo, la signora Holle manda Maria e Mary Lou a casa e promette loro che riceveranno la loro ricompensa. Le due ragazze passano davanti al punto in cui Bello è morto congelato e dove è cresciuto un fiore blu. Maria lo coglie e tra le sue braccia riappare Bello. I tre ritornano a casa attraverso il pozzo.
Bello corre al castello a chiamare il principe e anche altre persone, incuriosite, si recano a casa delle ragazze. In quel momento la signora Holle annuncia dal cielo che le ragazze stanno per ricevere ciò che meritano. Mentre una cascata di pece si riversa su Mary Lou, il collare di Bello si trasforma in oro per la sua lealtà e Maria riceve un abito bianco da principessa e la collana con la pietra preziosa. Il principe la riconosce come la ragazza di cui si è innamorato e la porta al suo castello insieme a Bello e suo padre. Mary Lou, invece, sposa il calzolaio e lascia il villaggio insieme alla madre.

## Produzione
Il film fu prodotto dalla tedesca Rolf Kauka Film e dall'italiana Gamma Film, dei fratelli Gino e Roberto Gavioli. Rolf Kauka servì non solo da regista, ma anche da sceneggiatore e produttore. Gino Gavioli, che si occupò della direzione artistica, realizzò anche un adattamento a fumetti del film, pubblicato a puntate sul settimanale di Kauka Fix und Foxi. Roberto Gavioli fece da supervisore della produzione e Paolo Piffarerio da direttore tecnico.

## Distribuzione
Il film venne distribuito in Germania il 12 dicembre 1973 dalla Constantin Film, abbinato al corto animato Fix und Foxi Sinfonie in Müll. È stato utilizzato anche il titolo alternativo Der Zauberstein.
L'edizione italiana della pellicola, con dialoghi adattati da Roberto De Leonardis, fu presentata alla commissione di censura il 15 dicembre 1973 e ricevette il nulla osta per la proiezione il 9 gennaio dell'anno successivo. Tuttavia, il film non trovò una distribuzione e non giunse mai nelle sale italiane.
Negli Stati Uniti fu distribuito il 1º ottobre 1976 dalla G.G. Communications con il titolo Once Upon a Time.